# Olympische Sommerspiele 1988/Teilnehmer (Brunei)
| Gelbes Symbol für Goldmedaillen mit stilisierten Olympischen Ringen | Graues Symbol für Silbermedaillen mit stilisierten Olympischen Ringen | Braundes Symbol für Bronzemedaillen mit stilisierten Olympischen Ringen |
| ------------------------------------------------------------------- | --------------------------------------------------------------------- | ----------------------------------------------------------------------- |
| —                                                                   | —                                                                     | —                                                                       |

Brunei nahm bei den Olympischen Sommerspielen 1988 in Seoul, Südkorea, erstmals an Olympischen Sommerspielen teil. Man verzichtete jedoch auf die Entsendung von Athleten und schickte nur einen Offiziellen, der an der Eröffnungsfeier teilnahm. Erst acht Jahre später entsandte man erstmals Athleten.